# Alexei Verbov
Alexei Igorevich Verbov (em russo: Алексей Игорьевич Вербов; 31 de janeiro de 1982) é um ex-jogador de voleibol indoor da Rússia que atuava na posição de líbero. Atualmente comanda o Zenit Kazan como treinador principal.

## Carreira
Verbov foi membro da seleção russa de voleibol masculino. Em 2016, representou seu país nos Jogos Olímpicos de Verão no Rio de Janeiro, que ficou em quarto lugar.